# Matthew Beard (Schauspieler, 1925)
Matthew Beard (* 1. Januar 1925 in Los Angeles, Kalifornien; † 8. Januar 1981 ebenda) war ein US-amerikanischer Kinderdarsteller und Schauspieler. Bekanntheit erreichte er in den 1930er-Jahren als Kind durch die Rolle des Stymie in der beliebten Filmreihe Die kleinen Strolche.

## Leben

### Karriere als Kinderstar
Matthew Beard wurde am Neujahrstag 1925 als Sohn des Priesters Matthew Beard Sr. und seiner Ehefrau Johnnie Mae Beard (1900–1962) geboren. Die afroamerikanische Familie lebte im Osten von Los Angeles unter ärmlichen Verhältnissen. Beard hatte sieben Schwestern und sechs Brüder. Um seine große Familie finanziell zu unterstützen, stand er bereits im Alter von zwei Jahren vor der Kamera. Nachdem seine ersten Filmrollen noch relativ klein waren, wurde er 1930 Mitglied der Kleinen Strolche (Our Gang). Er setzte sich bei einem Casting gegen 350 andere Bewerber durch. In seinen ersten Our Gang-Filmen Teacher’s Pet und School’s Out spielte er zunächst noch die Rolle des Hercules, ehe seine Figur auf den Namen „Stymie“ umgetauft wurde. Der Name „Stymie“ (dt.: hindern) wurde vom Regisseur Robert F. McGowan erfunden, welcher von Matthews ständigem Herumlaufen auf dem Filmset genervt war. Zum Markenzeichen seiner Figur wurde der schwarze, übergroße Melonen-Hut, der ihm von Stan Laurel geschenkt worden war. Ebenso wie Beard stand Laurel stand unter Vertrag beim Produzenten und Komödienspezialisten Hal Roach, welcher neben den Kleinen Strolchen auch Laurel und Hardy produzierte.
Bei den Kleinen Strolchen übernahm Beard bald eine wichtige Aufgabe, weil er den zu groß gewordenen Allen „Farina“ Hoskins als wichtigsten schwarzen Darsteller der Serie ersetzte. Jedoch unterschied sich Beards Figur deutlich von Farina, denn während dieser eher langsam und ruhig erschien, wurde Stymie als selbstbewusst, schlagfertig, etwas eigenwillig und einfallsreich im Lösen von Problemen dargestellt. Insgesamt spielte er bis 1935 die Rolle des Stymie in rund 35 Kurzfilmen, ehe er als schwarzer Hauptdarsteller der Serie von Billie Thomas als „Buckweath“ ersetzt wurde. Stymie gilt bis heute als eine der beliebtesten Figuren der Serie.
Neben Matthew Beard hatten auch drei seiner Geschwister und sogar seine Mutter in mehreren Filmen der Kleinen Strolche kleinere Auftritte, häufig als Stymies Familienmitglieder.

### Weiteres Leben
Nach dem Ende seiner Laufbahn bei den Kleinen Strolchen übernahm Beard kleinere Nebenrollen in größeren Spielfilmen wie Michael Curtiz’ Abenteuerfilm Unter Piratenflagge (1935), dem Drama Jezebel – Die boshafte Lady (1938) von William Wyler sowie dem Western Rache für Jesse James (1940) unter Regie von Fritz Lang. In letzterem Film verkörperte Beard einen Hotelpagen. In den 1940er-Jahren besuchte er die Highschool in einem Problemviertel von Los Angeles, gleichzeitig kam seine Schauspielkarriere fast völlig zum Erliegen. Beard wurde heroinabhängig und musste wegen seiner Sucht mehrmals ins Gefängnis gehen. In den 1960er-Jahren zog er in ein Synanon in Los Angeles, wo er sieben Jahre lebte und seine Drogenabhängigkeit überwand. Später reiste er mit Vorträgen durch Schulklassen, um vor Drogenmissbrauch und dessen Folgen zu warnen.
1973 gelang es Beard, nach zwanzig Jahren erstmals wieder als Schauspieler in Erscheinung zu treten. In der Folgezeit übernahm er Gastauftritte in Fernsehserien wie Notruf California, Starsky & Hutch und Die Jeffersons und. In der Fernseh-Sitcom Sanford and Son erhielt er sogar eine wiederkehrende Nebenrolle. Seine letzte Rolle hatte er als Pianist „Cotton Eye“ in der starbesetzten Fernseh-Miniserie Jenseits von Eden (1981), nach dem gleichnamigen Roman von John Steinbeck. Gegen Ende seines Lebens trat Beard ebenfalls auf Fanfestivals der Kleinen Strolche auf und absolvierte Interviews über seine Zeit als Kinderstar. In einigen seiner späten Rollen ließ er sich im Abspann als „Stymie Beard“ nennen, in Anspielung an seine bekannteste Rolle.

### Tod und Privatleben
Zum Zeitpunkt seines Todes lebte Beard in einem Motel in Los Angeles. Am 3. Januar 1981, zwei Tage nach seinem 56. Geburtstag, erlitt er einen Schlaganfall und zog sich bei dem Sturz zusätzliche Kopfverletzungen zu. Er wurde erst nach einiger Zeit gefunden und ins Krankenhaus eingeliefert, wo er fünf Tage nach dem Schlaganfall an einer Lungenentzündung starb.
Beard wurde mit seinem Stymie-Hut, welchen er auch als Erwachsener noch regelmäßig getragen hatte, auf dem Evergreen Cemetery in Los Angeles beigesetzt. Beard hatte mindestens einen Sohn namens Dickie, benannt nach seinem Freund Dickie Moore, mit dem er zusammen bei den Kleinen Strolchen gespielt hatte.

## Filmografie (Auswahl)
- 1927: Meine beste Freundin (My Best Girl)
- 1927: Onkel Tom’s Hütte (Uncle Tom’s Cabin)
- 1929: Show Boat
- 1929: Hallelujah
- 1930–1935: Die kleinen Strolche (Our Gang) – 37 Kurzfilme, darunter:
  - 1930: Teacher’s Pet
  - 1931: Juwelenraub in Hollywood (The Stolen Jools)
  - 1932: Birthday Blues
  - 1933: Mush and Milk
  - 1933: Wild Poses
- 1935: Unter Piratenflagge (Captain Blood)
- 1935: Der kleinste Rebell (The Littlest Rebel)
- 1936: Der Gefangene der Haifischinsel (The Prisoner of Shark Island)
- 1936: Am großen Strom (Rainbow on the River)
- 1937: Das Sklavenschiff (Slave Ship)
- 1938: Jezebel – Die boshafte Lady (Jezebel)
- 1938: The Beloved Brat
- 1938: Die goldene Peitsche (Kentucky)
- 1939: Way Down South
- 1939: Swanee River
- 1940: Rache für Jesse James (The Return of Frank James)
- 1941: Die Königin der Banditen (Belle Starr)
- 1943: Der Tänzer auf den Stufen (Stormy Weather)
- 1944: The Bridge of San Luis Rey
- 1945: Mord in der Hochzeitsnacht (Fallen Angel)
- 1946: Späte Sühne (Dead Reckoning)
- 1947: Ku Klux Klan – Banditen in Maske (The Burning Cross)
- 1953: Geknechtet (The Vanquished)
- 1973–1974: Sanford and Son (Fernsehserie, 3 Folgen)
- 1974: Hawkins (Fernsehserie, Folge 1x06)
- 1974: Chicago Poker (Truck Turner)
- 1974–1977: Good Times (Fernsehserie, 6 Folgen)
- 1975: Maude (Fernsehserie, 2 Folgen)
- 1976: Notruf California (Emergency!, Fernsehserie, Folge 5x22)
- 1976: Starsky & Hutch (Fernsehserie, Folge 2x01)
- 1977: Terror 9000 (Disco 9000)
- 1978: Die Buddy Holly Story (The Buddy Holly Story)
- 1979: Weißes Haus, Hintereingang (Backstairs at the White House, Miniserie, Folge 1x03)
- 1979: Die Jeffersons (The Jeffersons, Fernsehserie, Folge 6x02)
- 1979: Noch Fragen Arnold? (Diff’rent Strokes, Fernsehserie, Folge 2x07)
- 1980: Pray TV
- 1981: Jenseits von Eden (East of Eden, Miniserie, 2 Folgen)